# Список астероїдів (14301—14400)
| Назва                                  | Тимчасове позначення | Дата відкриття    | Місце відкриття                | Відкривач                                              |
| -------------------------------------- | -------------------- | ----------------- | ------------------------------ | ------------------------------------------------------ |
| (14301) 5205 T-2                       | 5205 T-2             | 25 вересня 1973   | Паломарська обсерваторія       | К. Й. ван Гаутен, І. ван Гаутен-Ґроневельд, Т. Герельс |
| (14302) 5482 T-2                       | 5482 T-2             | 30 вересня 1973   | Паломарська обсерваторія       | К. Й. ван Гаутен, І. ван Гаутен-Ґроневельд, Т. Герельс |
| (14303) 1144 T-3                       | 1144 T-3             | 17 жовтня 1977    | Паломарська обсерваторія       | К. Й. ван Гаутен, І. ван Гаутен-Ґроневельд, Т. Герельс |
| (14304) 3417 T-3                       | 3417 T-3             | 16 жовтня 1977    | Паломарська обсерваторія       | К. Й. ван Гаутен, І. ван Гаутен-Ґроневельд, Т. Герельс |
| (14305) 3437 T-3                       | 3437 T-3             | 16 жовтня 1977    | Паломарська обсерваторія       | К. Й. ван Гаутен, І. ван Гаутен-Ґроневельд, Т. Герельс |
| (14306) 4327 T-3                       | 4327 T-3             | 16 жовтня 1977    | Паломарська обсерваторія       | К. Й. ван Гаутен, І. ван Гаутен-Ґроневельд, Т. Герельс |
| (14307) 4336 T-3                       | 4336 T-3             | 16 жовтня 1977    | Паломарська обсерваторія       | К. Й. ван Гаутен, І. ван Гаутен-Ґроневельд, Т. Герельс |
| (14308) 5193 T-3                       | 5193 T-3             | 16 жовтня 1977    | Паломарська обсерваторія       | К. Й. ван Гаутен, І. ван Гаутен-Ґроневельд, Т. Герельс |
| 14309 Defoy                            | A908 SA              | 22 вересня 1908   | Відень                         | Йоганн Паліза                                          |
| 14310 Шаттлворт (Shuttleworth)         | 1966 PP              | 7 серпня 1966     | Обсерваторія Бойдена           | Обсерваторія Бойдена                                   |
| (14311) 1971 UK1                       | 1971 UK1             | 26 жовтня 1971    | Гамбурзька обсерваторія        | Любош Когоутек                                         |
| 14312 Політех (Polytech)               | 1976 UN2             | 26 жовтня 1976    | КрАО                           | Смирнова Тамара Михайлівна                             |
| 14313 Додаїра (Dodaira)                | 1976 UZ7             | 22 жовтня 1976    | Обсерваторія Кісо              | Хірокі Косаї, Кіїтіро Фурукава                         |
| 14314 Токіґава (Tokigawa)              | 1977 DQ3             | 18 лютого 1977    | Обсерваторія Кісо              | Хірокі Косаї, Кіїтіро Фурукава                         |
| 14315 Оґаваматі (Ogawamachi)           | 1977 EL5             | 12 березня 1977   | Обсерваторія Кісо              | Хірокі Косаї, Кіїтіро Фурукава                         |
| 14316 Хіґасітітібу (Higashichichibu)   | 1977 ES7             | 12 березня 1977   | Обсерваторія Кісо              | Хірокі Косаї, Кіїтіро Фурукава                         |
| 14317 Антонов (Antonov)                | 1978 PC3             | 8 серпня 1978     | КрАО                           | Черних Микола Степанович                               |
| 14318 Бузінов (Buzinov)                | 1978 SD3             | 26 вересня 1978   | КрАО                           | Журавльова Людмила Василівна                           |
| (14319) 1978 US5                       | 1978 US5             | 27 жовтня 1978    | Паломарська обсерваторія       | Мішель Олмстід                                         |
| (14320) 1978 UV7                       | 1978 UV7             | 27 жовтня 1978    | Паломарська обсерваторія       | Мішель Олмстід                                         |
| (14321) 1978 VT9                       | 1978 VT9             | 7 листопада 1978  | Паломарська обсерваторія       | Е. Гелін, Ш. Дж. Бас                                   |
| 14322 Шакура (Shakura)                 | 1978 YM              | 22 грудня 1978    | КрАО                           | Черних Микола Степанович                               |
| (14323) 1979 MV1                       | 1979 MV1             | 25 червня 1979    | Обсерваторія Сайдинг-Спрінг    | Е. Гелін, Ш. Дж. Бас                                   |
| (14324) 1979 MK6                       | 1979 MK6             | 25 червня 1979    | Обсерваторія Сайдинг-Спрінг    | Е. Гелін, Ш. Дж. Бас                                   |
| (14325) 1979 MM6                       | 1979 MM6             | 25 червня 1979    | Обсерваторія Сайдинг-Спрінг    | Е. Гелін, Ш. Дж. Бас                                   |
| (14326) 1980 BA                        | 1980 BA              | 21 січня 1980     | Гарвардська обсерваторія       | Гарвардська обсерваторія                               |
| 14327 Лемке (Lemke)                    | 1980 FE2             | 16 березня 1980   | Обсерваторія Ла-Сілья          | Клаес-Інґвар Лаґерквіст                                |
| (14328) 1980 VH                        | 1980 VH              | 8 листопада 1980  | Станція Андерсон-Меса          | Едвард Бовелл                                          |
| (14329) 1981 EY10                      | 1981 EY10            | 1 березня 1981    | Обсерваторія Сайдинг-Спрінг    | Ш. Дж. Бас                                             |
| (14330) 1981 EG21                      | 1981 EG21            | 2 березня 1981    | Обсерваторія Сайдинг-Спрінг    | Ш. Дж. Бас                                             |
| (14331) 1981 EC26                      | 1981 EC26            | 2 березня 1981    | Обсерваторія Сайдинг-Спрінг    | Ш. Дж. Бас                                             |
| (14332) 1981 EX26                      | 1981 EX26            | 2 березня 1981    | Обсерваторія Сайдинг-Спрінг    | Ш. Дж. Бас                                             |
| (14333) 1981 ED34                      | 1981 ED34            | 1 березня 1981    | Обсерваторія Сайдинг-Спрінг    | Ш. Дж. Бас                                             |
| (14334) 1981 EE38                      | 1981 EE38            | 1 березня 1981    | Обсерваторія Сайдинг-Спрінг    | Ш. Дж. Бас                                             |
| 14335 Алексосіпов (Alexosipov)         | 1981 RR3             | 3 вересня 1981    | КрАО                           | Черних Микола Степанович                               |
| (14336) 1981 UU29                      | 1981 UU29            | 24 жовтня 1981    | Паломарська обсерваторія       | Ш. Дж. Бас                                             |
| (14337) 1981 WJ9                       | 1981 WJ9             | 16 листопада 1981 | Пертська обсерваторія          | Пертська обсерваторія                                  |
| 14338 Сібакокан (Shibakoukan)          | 1982 VP3             | 14 листопада 1982 | Обсерваторія Кісо              | Хірокі Косаї, Кіїтіро Фурукава                         |
| 14339 Knorre                           | 1983 GU              | 10 квітня 1983    | КрАО                           | Людмила Черних                                         |
| (14340) 1983 RQ3                       | 1983 RQ3             | 2 вересня 1983    | Обсерваторія Ла-Сілья          | Анрі Дебеонь                                           |
| (14341) 1983 RV3                       | 1983 RV3             | 4 вересня 1983    | Обсерваторія Ла-Сілья          | Анрі Дебеонь                                           |
| 14342 Іглика (Iglika)                  | 1984 SL              | 23 вересня 1984   | Смолян                         | Віолета Іванова, Володимир Шкодров                     |
| (14343) 1984 SM5                       | 1984 SM5             | 18 вересня 1984   | Обсерваторія Ла-Сілья          | Анрі Дебеонь                                           |
| (14344) 1985 CP2                       | 1985 CP2             | 15 лютого 1985    | Обсерваторія Ла-Сілья          | Анрі Дебеонь                                           |
| (14345) 1985 PO                        | 1985 PO              | 14 серпня 1985    | Станція Андерсон-Меса          | Едвард Бовелл                                          |
| 14346 Жиляєв (Zhilyaev)                | 1985 QG5             | 23 серпня 1985    | КрАО                           | Черних Микола Степанович                               |
| (14347) 1985 RL4                       | 1985 RL4             | 11 вересня 1985   | Обсерваторія Ла-Сілья          | Анрі Дебеонь                                           |
| (14348) 1985 UO3                       | 1985 UO3             | 20 жовтня 1985    | Обсерваторія Квістаберг        | Клаес-Інґвар Лаґерквіст                                |
| 14349 Нікітаміхалков (Nikitamikhalkov) | 1985 UQ4             | 22 жовтня 1985    | КрАО                           | Журавльова Людмила Василівна                           |
| (14350) 1985 VA1                       | 1985 VA1             | 1 листопада 1985  | Обсерваторія Ла-Сілья          | Річард Вест                                            |
| (14351) 1986 RF3                       | 1986 RF3             | 6 вересня 1986    | Станція Андерсон-Меса          | Едвард Бовелл                                          |
| (14352) 1987 DK6                       | 1987 DK6             | 23 лютого 1987    | Обсерваторія Ла-Сілья          | Анрі Дебеонь                                           |
| (14353) 1987 DN6                       | 1987 DN6             | 23 лютого 1987    | Обсерваторія Ла-Сілья          | Анрі Дебеонь                                           |
| 14354 Колесніков (Kolesnikov)          | 1987 QX7             | 21 серпня 1987    | Обсерваторія Ла-Сілья          | Ерік Вальтер Ельст                                     |
| (14355) 1987 SL5                       | 1987 SL5             | 30 вересня 1987   | Обсерваторія Брорфельде        | Поуль Єнсен                                            |
| (14356) 1987 SF6                       | 1987 SF6             | 21 вересня 1987   | Обсерваторія Клеть             | Зденька Ваврова                                        |
| (14357) 1987 UR                        | 1987 UR              | 22 жовтня 1987    | Тойота                         | Кендзо Судзукі, Такеші Урата                           |
| (14358) 1988 BY3                       | 1988 BY3             | 19 січня 1988     | Обсерваторія Ла-Сілья          | Анрі Дебеонь                                           |
| (14359) 1988 CU1                       | 1988 CU1             | 11 лютого 1988    | Обсерваторія Ла-Сілья          | Ерік Вальтер Ельст                                     |
| 14360 Іпатов (Ipatov)                  | 1988 CV4             | 13 лютого 1988    | Обсерваторія Ла-Сілья          | Ерік Вальтер Ельст                                     |
| 14361 Бошкович (Boscovich)             | 1988 DE              | 17 лютого 1988    | Обсерваторія Сан-Вітторе       | Обсерваторія Сан-Вітторе                               |
| (14362) 1988 MH                        | 1988 MH              | 16 червня 1988    | Паломарська обсерваторія       | Е. Гелін                                               |
| (14363) 1988 RB2                       | 1988 RB2             | 8 вересня 1988    | Обсерваторія Клеть             | Антонін Мркос                                          |
| (14364) 1988 RM2                       | 1988 RM2             | 8 вересня 1988    | Обсерваторія Брорфельде        | Поуль Єнсен                                            |
| 14365 Жанпауль (Jeanpaul)              | 1988 RZ2             | 8 вересня 1988    | Обсерваторія Карла Шварцшильда | Ф. Бернґен                                             |
| 14366 Вільгельмраабе (Wilhelmraabe)    | 1988 RX3             | 8 вересня 1988    | Обсерваторія Карла Шварцшильда | Ф. Бернґен                                             |
| 14367 Гіппократ (Hippokrates)          | 1988 RY3             | 8 вересня 1988    | Обсерваторія Карла Шварцшильда | Ф. Бернґен                                             |
| (14368) 1988 TK                        | 1988 TK              | 3 жовтня 1988     | Обсерваторія Кушіро            | Сейджі Уеда, Хіроші Канеда                             |
| (14369) 1988 UV                        | 1988 UV              | 18 жовтня 1988    | Обсерваторія Кушіро            | Сейджі Уеда, Хіроші Канеда                             |
| (14370) 1988 VR2                       | 1988 VR2             | 12 листопада 1988 | Паломарська обсерваторія       | Е. Гелін                                               |
| (14371) 1988 XX2                       | 1988 XX2             | 12 грудня 1988    | Обсерваторія Брорфельде        | Поуль Єнсен                                            |
| 14372 Паульґерхардт (Paulgerhardt)     | 1989 AD6             | 9 січня 1989      | Обсерваторія Карла Шварцшильда | Ф. Бернґен                                             |
| (14373) 1989 LT                        | 1989 LT              | 3 червня 1989     | Паломарська обсерваторія       | Е. Гелін                                               |
| (14374) 1989 SA                        | 1989 SA              | 21 вересня 1989   | Обсерваторія Сайдинг-Спрінг    | Роберт Макнот                                          |
| (14375) 1989 SU                        | 1989 SU              | 29 вересня 1989   | Обсерваторія Кушіро            | Сейджі Уеда, Хіроші Канеда                             |
| (14376) 1989 ST10                      | 1989 ST10            | 28 вересня 1989   | Обсерваторія Ла-Сілья          | Анрі Дебеонь                                           |
| (14377) 1989 TX2                       | 1989 TX2             | 7 жовтня 1989     | Обсерваторія Ла-Сілья          | Ерік Вальтер Ельст                                     |
| (14378) 1989 TA16                      | 1989 TA16            | 4 жовтня 1989     | Обсерваторія Ла-Сілья          | Анрі Дебеонь                                           |
| (14379) 1989 UM4                       | 1989 UM4             | 22 жовтня 1989    | Обсерваторія Клеть             | Антонін Мркос                                          |
| (14380) 1989 UC6                       | 1989 UC6             | 30 жовтня 1989    | Обсерваторія Серро Тололо      | Ш. Дж. Бас                                             |
| (14381) 1990 CE                        | 1990 CE              | 1 лютого 1990     | Обсерваторія Дінік             | Ацуші Суґіе                                            |
| 14382 Вощик (Woszczyk)                 | 1990 ES6             | 2 березня 1990    | Обсерваторія Ла-Сілья          | Анрі Дебеонь                                           |
| (14383) 1990 OY3                       | 1990 OY3             | 27 липня 1990     | Паломарська обсерваторія       | Генрі Гольт                                            |
| (14384) 1990 OH4                       | 1990 OH4             | 24 липня 1990     | Паломарська обсерваторія       | Генрі Гольт                                            |
| (14385) 1990 QG1                       | 1990 QG1             | 22 серпня 1990    | Паломарська обсерваторія       | Генрі Гольт                                            |
| (14386) 1990 QN2                       | 1990 QN2             | 22 серпня 1990    | Паломарська обсерваторія       | Генрі Гольт                                            |
| (14387) 1990 QE5                       | 1990 QE5             | 25 серпня 1990    | Паломарська обсерваторія       | Генрі Гольт                                            |
| (14388) 1990 QO5                       | 1990 QO5             | 29 серпня 1990    | Паломарська обсерваторія       | Генрі Гольт                                            |
| (14389) 1990 QR5                       | 1990 QR5             | 26 серпня 1990    | Паломарська обсерваторія       | Генрі Гольт                                            |
| (14390) 1990 QP10                      | 1990 QP10            | 26 серпня 1990    | Паломарська обсерваторія       | Генрі Гольт                                            |
| (14391) 1990 RE2                       | 1990 RE2             | 14 вересня 1990   | Паломарська обсерваторія       | Генрі Гольт                                            |
| (14392) 1990 RS6                       | 1990 RS6             | 11 вересня 1990   | Обсерваторія Ла-Сілья          | Анрі Дебеонь                                           |
| (14393) 1990 SX6                       | 1990 SX6             | 22 вересня 1990   | Обсерваторія Ла-Сілья          | Ерік Вальтер Ельст                                     |
| (14394) 1990 SP15                      | 1990 SP15            | 18 вересня 1990   | Паломарська обсерваторія       | Генрі Гольт                                            |
| 14395 Томморган (Tommorgan)            | 1990 TN3             | 15 жовтня 1990    | Паломарська обсерваторія       | Е. Гелін                                               |
| (14396) 1990 UX4                       | 1990 UX4             | 16 жовтня 1990    | Обсерваторія Ла-Сілья          | Ерік Вальтер Ельст                                     |
| (14397) 1990 VS4                       | 1990 VS4             | 15 листопада 1990 | Обсерваторія Ла-Сілья          | Ерік Вальтер Ельст                                     |
| (14398) 1990 VT6                       | 1990 VT6             | 14 листопада 1990 | Обсерваторія Ла-Сілья          | Ерік Вальтер Ельст                                     |
| (14399) 1990 WN4                       | 1990 WN4             | 16 листопада 1990 | Обсерваторія Ла-Сілья          | Ерік Вальтер Ельст                                     |
| 14400 Бодо (Baudot)                    | 1990 WO4             | 16 листопада 1990 | Обсерваторія Ла-Сілья          | Ерік Вальтер Ельст                                     |

| ← Астероїди 10001—20000 → |             |             |             |             |             |             |             |             |             |
| 10001—10100               | 11001—11100 | 12001—12100 | 13001—13100 | 14001—14100 | 15001—15100 | 16001—16100 | 17001—17100 | 18001—18100 | 19001—19100 |
| 10101—10200               | 11101—11200 | 12101—12200 | 13101—13200 | 14101—14200 | 15101—15200 | 16101—16200 | 17101—17200 | 18101—18200 | 19101—19200 |
| 10201—10300               | 11201—11300 | 12201—12300 | 13201—13300 | 14201—14300 | 15201—15300 | 16201—16300 | 17201—17300 | 18201—18300 | 19201—19300 |
| 10301—10400               | 11301—11400 | 12301—12400 | 13301—13400 | 14301—14400 | 15301—15400 | 16301—16400 | 17301—17400 | 18301—18400 | 19301—19400 |
| 10401—10500               | 11401—11500 | 12401—12500 | 13401—13500 | 14401—14500 | 15401—15500 | 16401—16500 | 17401—17500 | 18401—18500 | 19401—19500 |
| 10501—10600               | 11501—11600 | 12501—12600 | 13501—13600 | 14501—14600 | 15501—15600 | 16501—16600 | 17501—17600 | 18501—18600 | 19501—19600 |
| 10601—10700               | 11601—11700 | 12601—12700 | 13601—13700 | 14601—14700 | 15601—15700 | 16601—16700 | 17601—17700 | 18601—18700 | 19601—19700 |
| 10701—10800               | 11701—11800 | 12701—12800 | 13701—13800 | 14701—14800 | 15701—15800 | 16701—16800 | 17701—17800 | 18701—18800 | 19701—19800 |
| 10801—10900               | 11801—11900 | 12801—12900 | 13801—13900 | 14801—14900 | 15801—15900 | 16801—16900 | 17801—17900 | 18801—18900 | 19801—19900 |
| 10901—11000               | 11901—12000 | 12901—13000 | 13901—14000 | 14901—15000 | 15901—16000 | 16901—17000 | 17901—18000 | 18901—19000 | 19901—20000 |